# قياس الدرجة

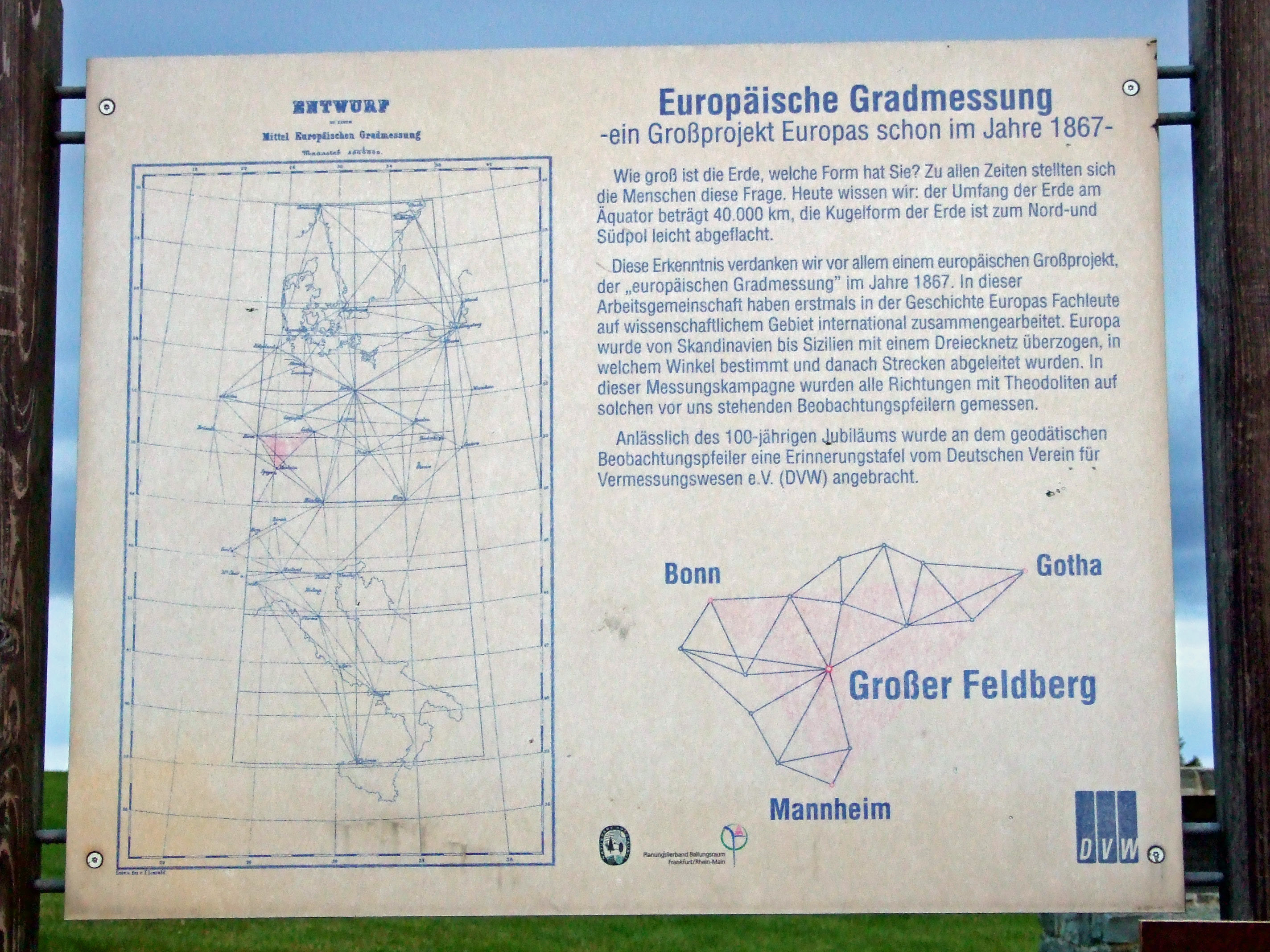

قياس الدرجة هو التحديد الجيوديسي لنصف قطر محلي من انحناء شكل اللأرض عن طريق تحديد الفرق في خط العرض الفلكي بين موقعين على نفس خط الطول، والمسافة المترية بين الذي يعرف.
أول قياس للدرجة المعروفة تم تنفيذه من قبل أراتوستين (240 قبل الميلاد) بين الإسكندرية وسيينا في ما يعرف الآن مصر، تحديد نصف قطر الأرض مع صحة ملحوظة. وكرر الجيوديسي الهولندي سنليوس (~1620) التجربة بين ألكمار وبيرغن أوب زوم باستخدام أجهزة جيوديسية أكثر حداثة.
تهدف قياسات الرتب اللاحقة إلى تحديد تسطيح الأرض الإهليلجي عن طريق القياس عند خطوط عرض جغرافية مختلفة. وكان أول هذه اللجان هو الذي كلفت به الأكاديمية الفرنسية للعلوم في 1735-1738، تشمل بعثات القياس إلى لابلاند (ماوبيرتويس وآخرون) وبيرو (بيير بوغير وآخرون).
لاحقا قام ستروف بقياس سلسلة مثلث جيوديسي بين بحر القطب الشمالي والبحر الأسود، وجمعت بيسيل عدة أقواس خطوط الطول لحساب الإهليلية الشهيرة يسل (1841). وفي الوقت الحاضر، يستعاض عن هذه الطريقة بشبكات جيوديسية عالمية النطاق وبجيوديسيا ساتلية.
أيضا القياس النصف وهمي وصفه جول فيرن في كتابه «مغامرات 3 الروس و 3 الإنجليز في جنوب أفريقيا» من 1872 يمكن ذكرها.